# Antonio Isaza
Antonio Isaza (Antón, 1910) es un poeta panameño perteneciente a la segunda generación vanguardista. Realizó sus estudios secundarios en el Instituto Nacional de Panamá y allí inició su actividad poética al contribuir con diversos artículos y poemas en la revista Preludios (perteneciente al Instituto Nacional), los cuales se inclinan hacia la estética planteada por la poesía de vanguardia. Es maestro de primera enseñanza y ha llegado a ejercer como periodista. También ha fungido diplomático y como "Secretario privado del presidente de la República". Posteriormente ha estado dedicado a actividades comerciales.
En cuanto a su obra poética toda agrupada en una sola publicación: Sed (1935), de la cual es posible decir que "sus versos, que comenzó a escribir estando todavía en el colegio, constituyen uno de los primeros brotes de la nueva sensibilidad y muestran una insatisfacción y un cansancio de la vida impropios en un hombre de su edad. Fiel a su manera esencial, su producción última, casi toda inédita, ofrece una nota nueva en sus poemas humorísticos" y que sus temas preferidos son: el ser, la vida, la muerte y el tiempo.